# Kırandamı
Kırandamı ist ein Dorf im Landkreis Buldan der türkischen Provinz Denizli. Kırandamı liegt etwa 64 km nordwestlich der Provinzhauptstadt Denizli und 23 km nördlich von Buldan. Kırandamı hatte laut der letzten Volkszählung 124 Einwohner (Stand Ende Dezember 2010).